# Теляк
Теляк — река в России, протекает в Республике Башкортостан. Устье реки находится в 91 км по правому берегу реки Сим. Длина реки составляет 25 км. Левый приток — Варяж.

## Данные водного реестра
По данным государственного водного реестра России относится к Камскому бассейновому округу, водохозяйственный участок реки — Сим от истока и до устья, речной подбассейн реки — Белая. Речной бассейн реки — Кама.